# 정비 신씨
정비 신씨(正妃 申氏, 생몰년 미상)는 고려의 제32대 왕 우왕의 제6비이다.

## 생애

### 가계
고려 말 우왕의 총애를 받은 구비삼옹주 중 한명이다. 판사를 지낸 신아의 딸로, 본관은 평산이다. 신아는 전리판서 등을 지낸 신집의 손자이자 이부상서 신익지의 아들이다. 1357년(공민왕 6년) 과거 문과에 급제하여 한림이 되면서 관직 생활을 시작했다.

### 왕비 시절
1385년(우왕 11년) 음력 10월 우왕이 신아의 집에 행차하였는데, 이때 우왕이 신아의 딸을 취하게 되었다. 이어 같은 달에 신씨를 정식으로 맞아들이고, 우왕은 몇번이고 신아의 집에서 머물렀다.
이후 1387년(우왕 13년) 음력 8월 동지밀직사사 (종2품) 에까지 오른 신아는 본인과 그 가족들이 남의 땅을 불법으로 빼앗는 바람에 우왕으로부터 유배형에 처해져 각산으로 옮겨갔다. 하지만 그의 딸은 바로 이듬해인 1388년(우왕 14년) 음력 3월 영비 최씨, 선비 왕씨 등과 함께 정식으로 왕비에 책봉되어 정비(正妃)가 되었다. 한편 정비 등이 책봉될 당시 우왕의 후비들에게 들어가는 물자가 지나치게 많아 국가의 창고가 바닥났을 뿐 아니라, 3년분의 공물을 미리 걷어도 부족해 결국에는 세금을 불법적으로 더 걷어들이는 등 그 폐단이 심각했다고 기록되어 있다.

### 우왕 폐위 후
왕비에 책봉된지 겨우 3개월만인 음력 6월, 우왕이 폐위되고 근비 이씨 소생의 창왕이 즉위하면서 근비를 제외한 우왕의 후비들은 모두 사가로 쫓겨났다. 그녀 역시 사가로 쫓겨났으며, 모든 후비의 아버지들은 원지로 유배되어야 했다. 또한 생활비의 지급도 모두 끊어지고 말았다. 단 그녀의 아버지 신아 등은 두 달 뒤인 음력 8월 7일 창왕의 생일을 맞아 유배지에서 풀려났다가, 1391년(공양왕 3년) 음력 5월 공양왕이 신아를 비롯한 우왕 후비들의 아버지들을 개경에서 추방시켜야 한다는 허응의 건의를 받아들여 다시 유배되었다.
이후 정비의 생애에 대해서는 남아있는 기록이 없다. 우왕과의 사이에서 자녀는 없었다.

## 가계
- 고조부 : 신중명(申仲明) 고려  도관직랑 좌대언(정3품)
- 증조부 : 신집(申諿) 고려 봉익대부(종2품) 전리판서  수문전 대제학(종2품)
- 조부 : 신익지(申翼之)고려 영록대부(종2품) 이부상서
- 아버지 : 신아(申雅, 생몰년 미상)
  - 남편 : 제32대 우왕(禑王, 1365~1389, 재위:1374~1388)